# Neuroendokrinologie
Neuroendokrinologie ist eine Wissenschaftsdisziplin, die sich mit der Verknüpfung des Hormonsystems mit dem Nervensystem befasst. Eine benachbarte Wissenschaftsdisziplin ist die Psychoneuroendokrinologie, die auch Aspekte des Verhaltens und Erlebens mit einbezieht.

## Entwicklung
Nach der Erkenntnis, dass die Sekretion von Hormonen der Hypophyse über den Hypothalamus, als Bestandteil des Zentralnervensystems, gesteuert wird, entwickelte sie sich zu einem eigenständigen Bereich.
Geoffrey Harris zeigte als Erster, dass die Adenohypophyse über von Nervenzellen des Hypothalamus in das Pfortadersystem abgegebene Neurohormone kontrolliert wird. Sie selbst entlässt Regulations- und Steuerungshormone in das Endokrine System. Die Neurohypophyse ist ihrer Entwicklung nach ein Bestandteil des Hypothalamus, also eigentlich keine Hormondrüse. Hier werden Hormone direkt von Nervenzellen in das Hormonsystem eingespeist.
Wesentliche Bedeutung für die Entwicklung dieser Disziplin hatten u. a. John Dittami und Berta Scharrer.

## Synonyme
Die Adjektive neuroendokrin und neurohumoral werden synonym verwendet.